# Museu do Carro Eléctrico
Museu do Carro Eléctrico ist ein Straßenbahnmuseum und Technikmuseum in der portugiesischen Stadt Porto.
Das Museum befindet sich im Gebäude des ehemaligen historischen Wärmekraftwerks von Massarelos, welches zu seiner Betriebszeit primär zu der elektrischen Stromversorgung der weitgehend eingestellten historischen Straßenbahnlinien in Porto diente. Das von der Sociedade de Transportes Colectivos do Porto (S.T.C.P.) gegründete Museum wurde im Mai 1992 eröffnet. Das Ziel des Museums ist, eine große Anzahl von Straßenbahnfahrzeugen und Teile der historischen elektrischen Infrastruktur des ehemaligen Kraftwerks zu erhalten.
Das Straßenbahnmuseum betreibt drei Museumslinien, welche mit historischen Fahrzeugen primär für den Tourismus verkehren. Im Straßenbahnmuseum finden auch kulturelle Veranstaltungen statt. Neben der Sammlung historischer Straßenbahnfahrzeuge ist eine eigene Halle der ehemaligen elektrotechnischen Infrastruktur für die Stromversorgung der Straßenbahn gewidmet. Ausgestellt sind unter anderem historische Einankerumformer, Quecksilberdampfgleichrichter und elektrische Schalttafeln aus Marmor.

## Geschichte
1988 hatte der Betrieb folgende Kennzahlen:
- Linienlänge Straßenbahn: 18 Kilometer; 50 Wagen
- Linienlänge Oberleitungsbus: 41 Kilometer; 119 Wagen
- Linienlänge Omnibus: 344 Kilometer; 537 Wagen.

## Ausstellung

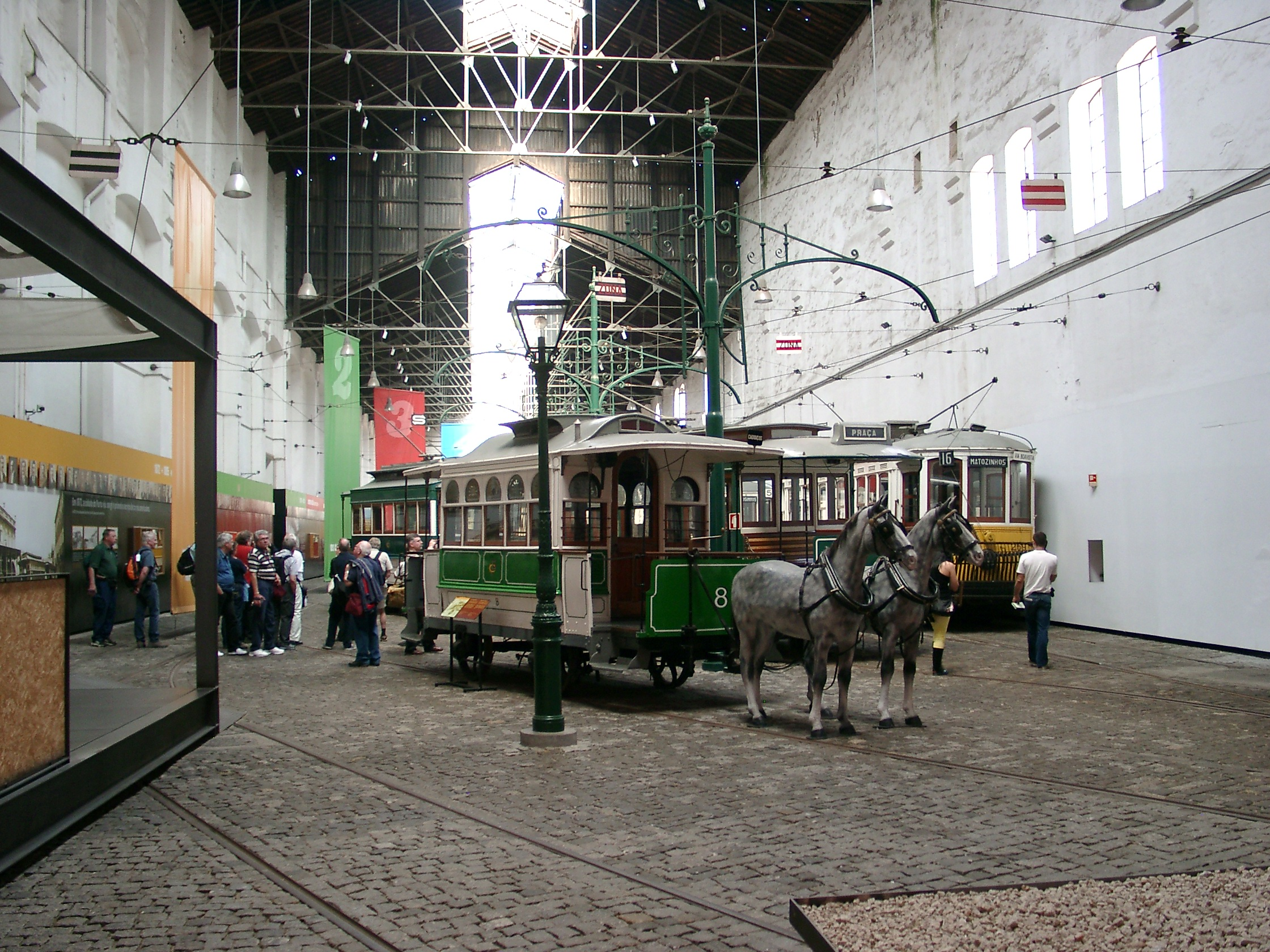
Die Wagenhalle

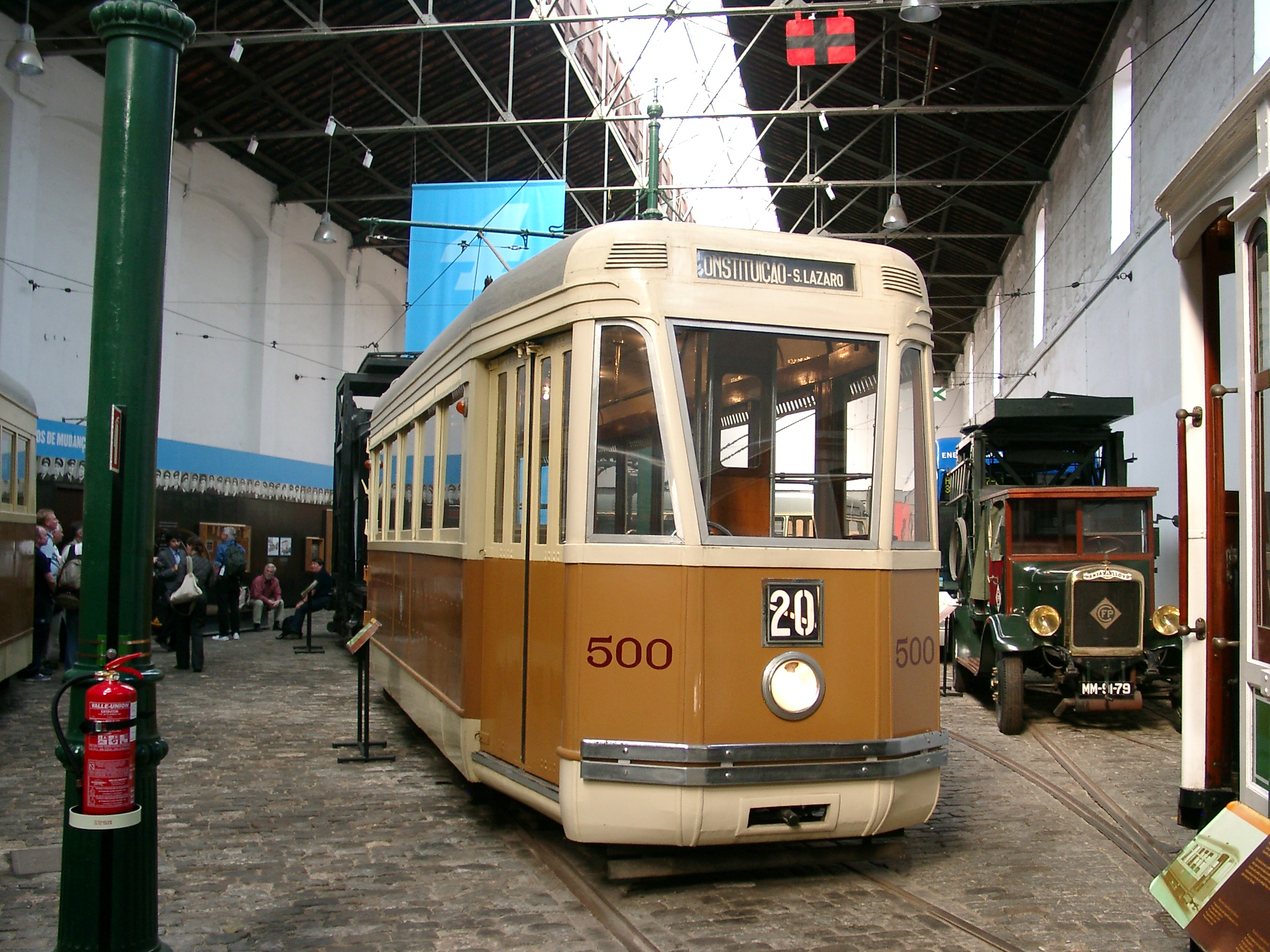
Eléctrico 500

Eine geräumige Halle bietet Platz für die Exponate, welche aus allen Epochen der Straßenbahn stammen. Das Museum zeigt neben einem Wagen der Pferdestraßenbahn unter anderem auch den Triebwagen 500, das letzte Fahrzeug, das für die Straßenbahn von Porto gebaut wurde. Ein O Bus vom ehemaligen O Bus Betrieb Porto und das Unterwerk runden die Ausstellung ab.